# Trofie

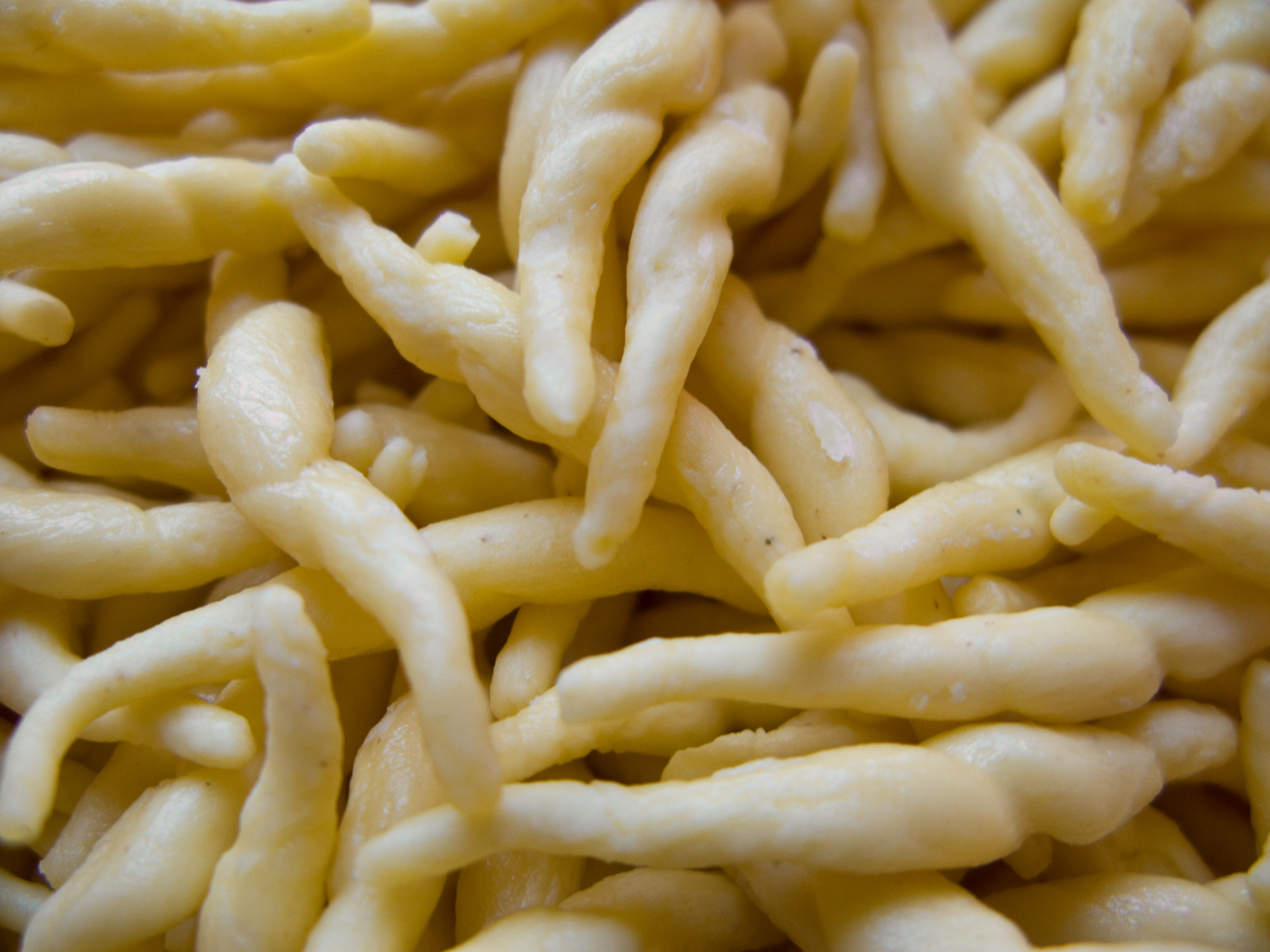
Rauwe trofie

Trofie (uitspraak: tro-fie-je) is een pastasoort uit de Italiaanse streek Ligurië. Het zijn met de hand gerolde kronkelige vormpjes van tarwebloem en water. Een typisch Ligurisch gerecht is de trofie al pesto: trofie pasta met pesto genovese.

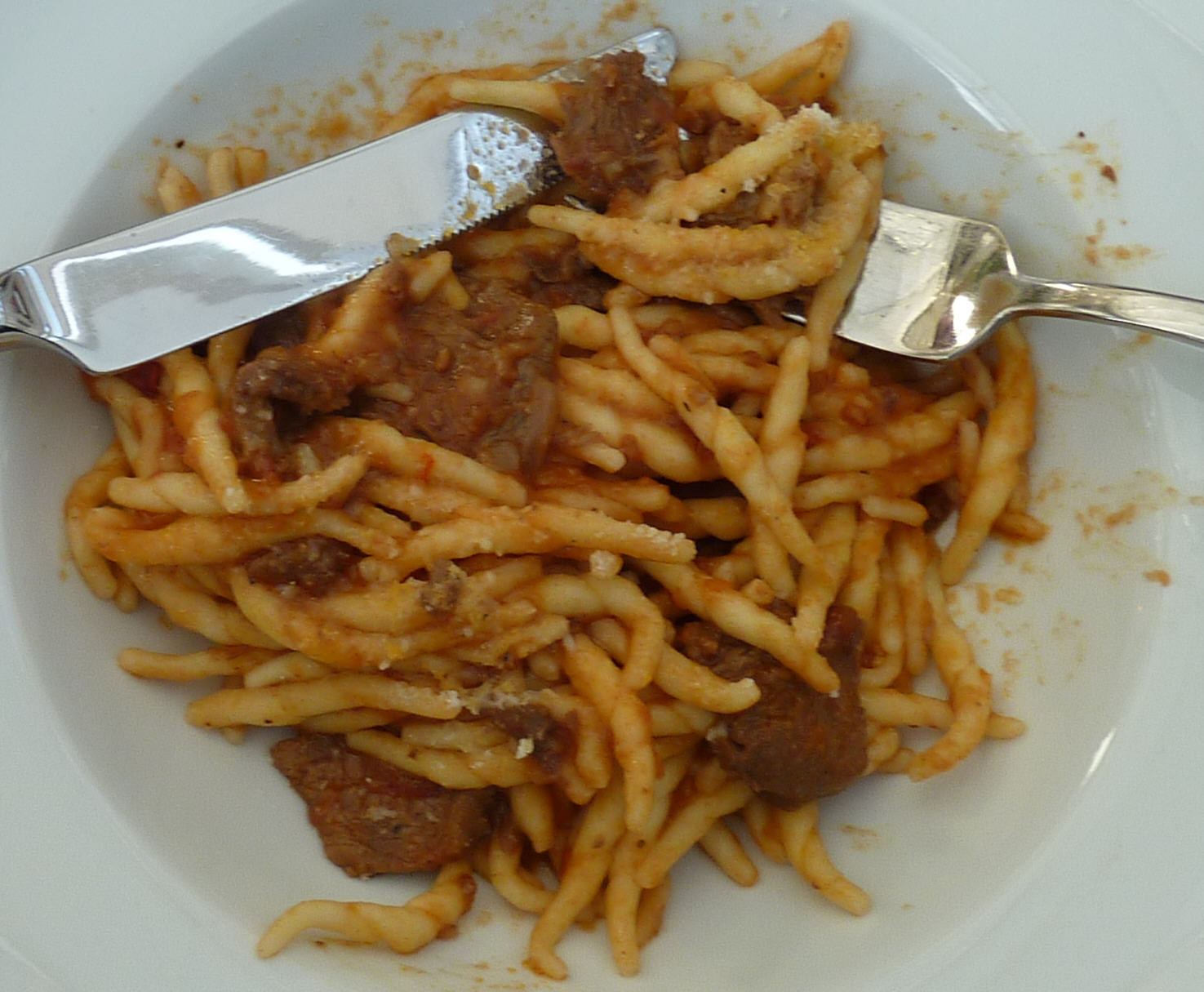
Trofie met rundfilet
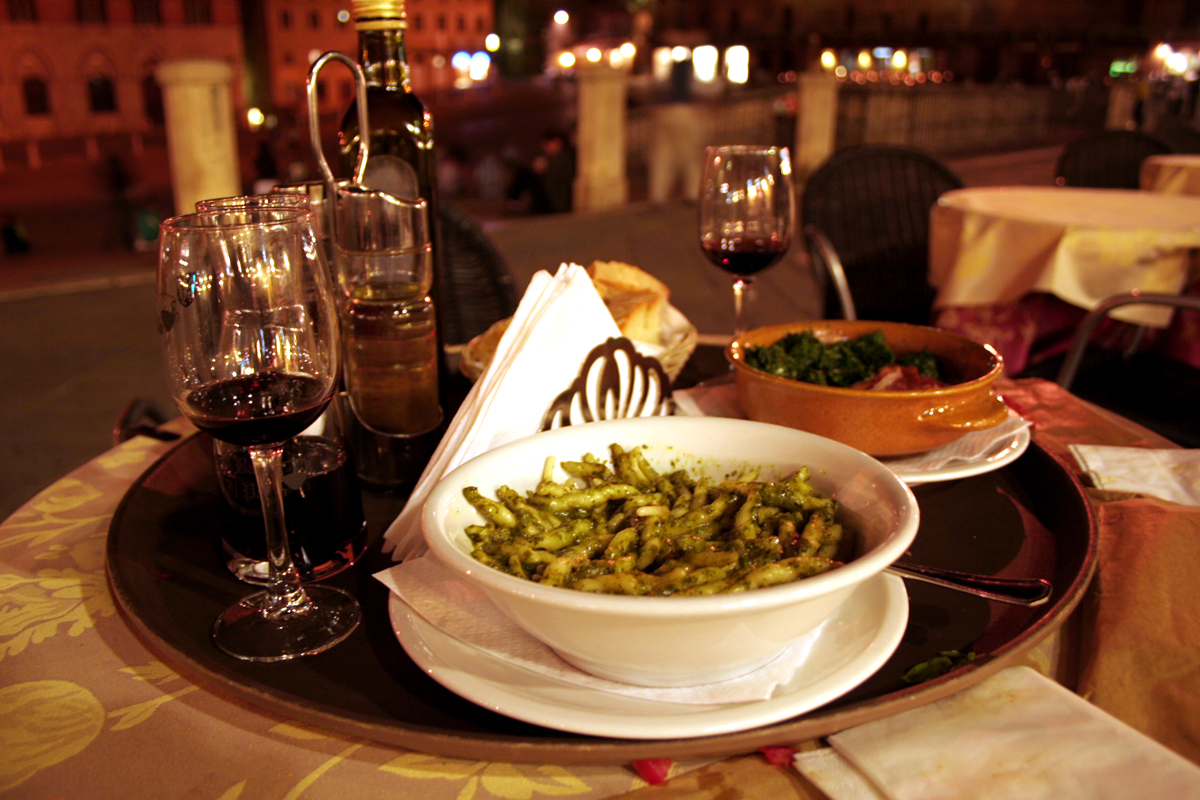
Trofiette al pesto, met kleine trofie